# シンディ・ローパー
シンディ・ローパー（英語: Cyndi Lauper、1953年6月22日 - ） は、アメリカ合衆国のシンガーソングライター、女優。本名は、シンシア・アン・ステファニー・ローパー（Cynthia Ann Stephanie Lauper）。アメリカなど英語圏での姓の発音は「ラウパー」に近い。
1980年代を代表するアーティストであり、「ガールズ・ジャスト・ワナ・ハヴ・ファン」などをヒットさせたほか、グラミー賞、エミー賞、トニー賞の受賞経験がある。夫はデヴィッド・ソーントン。ゲイ・アイコンの一人としても知られている。

## 来歴

### 幼少期 - 1980年
1953年6月22日、ニューヨーク市ブルックリン区において、スイスおよびドイツ系アメリカ人の父と、シチリア系アメリカ人の母との間に生まれる。5歳の時、両親が離婚。母親・姉・弟と共にクィーンズ近郊のオゾン・パークへ移住。
12歳の時に、ギターの弾き方を学び、作詞を始める。学校では周りになじめず、授業を受けるかわりに、絵を描いたり、歌を歌ったりして過ごす。17歳の時、自分のおかれている環境に嫌気がさし、高校を退学しついに愛犬スパークルと共に家をでる。General Educational Developmentをパスし高校卒業認定資格を受け、en:Johnson State CollegeでArtのクラスの講義などを受けた。
その間、生活のためウェイトレス、絵のモデル、競馬場で競走馬の調教後の生理運動役ホットウォーカー、空手教室の呼びこみ等様々な職につきながら、アートスクールに通ったり、トロント北部にある森でテントを張り、スケッチをしながら過ごした。このころ、付き合っていた男性からの提案で名前をCindyではなくCyndiと綴るようになる。カナダを旅行した後、ニューヨークに戻る。
ロングアイランド出身のバンドDoc Westに加入し、バックグラウンドシンガーとして活動するが、後に別のバンドFlyerに加入しリード・シンガーとして働く。
1977年、歌い続けることによって喉を酷使してしまい声帯に損傷を受けたために声が出なくなり、1年間音楽活動を休止し、ヴォイス・トレーナー、ケイティ・アゲストラの指導のもと、集中的なヴォーカルトレーニングを受けて、歌声を取り戻す。
1978年、キーボード兼サックス・プレイヤーのジョン・テュリと知り合い、意気投合し、自身のバンドブルーエンジェル（Blue Angel）を結成する。
1980年、ポリドール・レコードより、アルバム『Blue Angel』でデビュー。多くの評論家に絶賛されたにもかかわらず、ロカビリーサウンドが理解されなかったり、商業的成功を収められず、バンドはその後すぐに解散。彼女は自己破産を申請し、小売店で働き始め、生活のためにまた歌い始める。

### 1983 - 1989年

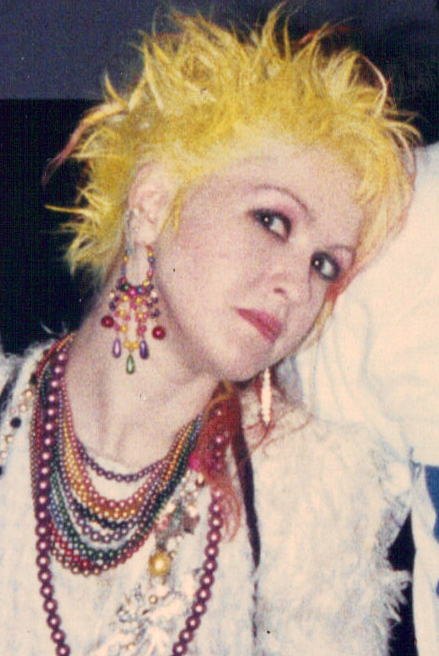
1985年のシンディー

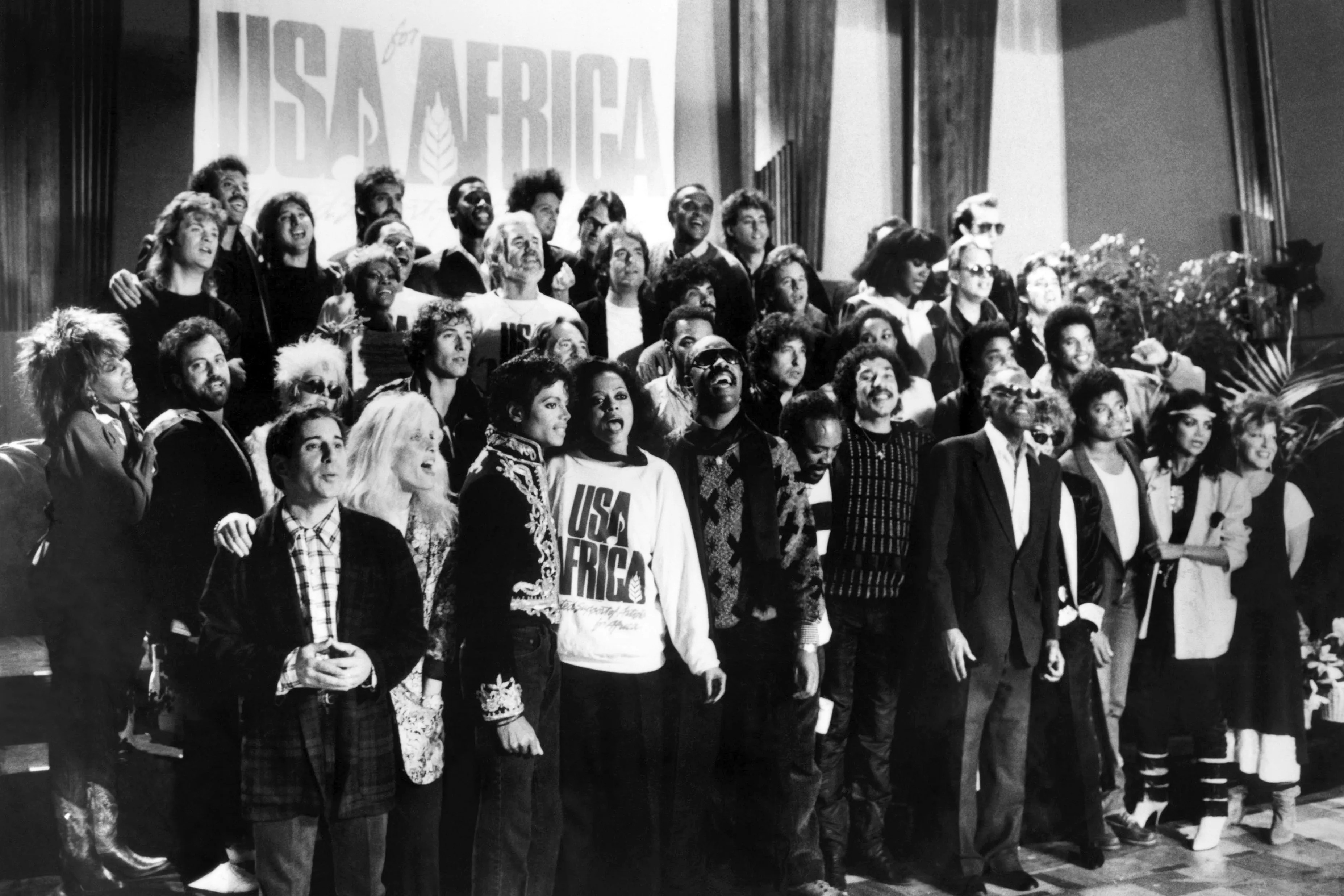
USAフォー・アフリカ

ブルーエンジェル解散後、活動を続けていた頃に後の恋人兼マネージャーとなるマネジメント業のデビッド・ウルフと知り合い、ウルフの紹介を経て、ポートレート・レコードと契約を結ぶ。
ポートレートレーベルのエクゼクティブ・プロデューサー、レニー・ペッツやプロデューサーのリック・チャートフ、後にザ・フーターズを結成するロブ・ハイマンの全面的な協力によって制作されたアルバムで1983年に『シーズ・ソー・アンユージュアル/She's So Unusual』でソロ・デビュー。
1984年、ファースト・シングルの「ガールズ・ジャスト・ワナ・ハヴ・ファン」がヒット・チャートに急上昇して第2位に輝き、セカンドシングルの「タイム・アフター・タイム」は全米第1位になり、サードシングルの「シー・バップ」は第3位、「オール・スルー・ザ・ナイト」が第5位とデビューアルバムから4曲連続トップ5入りした初の女性ソロ・アーティストとなった。「タイム・アフター・タイム」はマイルス・デイヴィスらにもカヴァーされるスタンダードとなる。
第1回MTVミュージック・ビデオ・アワードで最優秀女性歌手賞を受賞し、ローリング・ストーン誌の1984年度の最優秀新人賞など数々の賞を総なめに。
映画『グーニーズ』のオリジナル・サウンドトラックに参加し、シングル「グーニーズはグッド・イナフ」も全米第10位のヒットとなった。
1985年、5枚目のシングル「マネー・チェンジズ・エヴリシング」は全米第27位になり、第12回アメリカン・ミュージック・アワードでは最優秀女性ポップ・ロック・ヴォーカル賞や最優秀女性ポップ・ロック・ビデオ・アーティスト賞を、グラミー賞では最優秀新人賞と最優秀アルバム・パッケージ賞を受賞。USAフォー・アフリカの『We Are The World』のレコーディングに参加。とても印象深い熱唱を披露し、音楽監督のクインシー・ジョーンズに「アドリブ入れてもいい？」と尋ね、彼を喜ばせたという有名なエピソードも残している。
デビューしてわずかな時間で80年代を代表するシンガーとなり、パワフルなヴォーカル、独自のファッション性も話題となった。
1986年、2枚目のオリジナル・アルバム『トゥルー・カラーズ/TRUE COLORS』を発表。日本ではオリコン洋楽アルバムチャートで1986年9月15日付から6週連続1位を獲得した。ファースト・シングル「トゥルー・カラーズ」は全米第1位を2週連続獲得し、セカンド・シングル「チェンジ・オブ・ハート」は第3位に、サード・シングルの「ホワッツ・ゴーイン・オン」は第12位に記録した。
1987年、映画『バイブス秘宝の謎』の撮影に入ってから、スランプに陥ってしまい、私生活ではマネージャーでもあり婚約者で共に暮らしていたデヴィット・ウルフと別離。
1988年、旧ソ連で行われた『米ソ・ソングライター・サミット』に参加したことが転機となり、様々な刺激を受けてスランプを抜け出すきっかけとなり活力を取り戻し、ほとんど出来上がっていたニュー・アルバムを白紙に戻して作り直して、1989年、3枚目のオリジナル・アルバム『ア・ナイト・トゥ・リメンバー/A NIGHT TO REMEMBER』を発表。自身初の全曲ラヴ・ソングとなった。
ファーストシングル「涙のオール・ナイト・ドライヴ/ I DROVE ALL NIGHT」は全米第6位を記録した。

### 1990 - 2000年
1990年、デビュー前から思うがままに、自由奔放に活動していたが、デビューしてからの商業的成功や名声を得たことにより、レコード会社や周りのスタッフからサウンドの面から様々な面で制限され、創作活動の自由を失っていた頃、再び映画出演をし、『マイアミ・ムーン/Off And Running』の撮影がマイアミで始まる。
そんな頃にオノ・ヨーコからリバプールで行われる『ジョン・レノン生誕50周年コンサート』への参加を依頼され、「ヘイ・ブルドッグ」「労働階級の英雄」をローパー自身でアレンジし、バンドメンバーと演奏する。
さらにベルリンの壁崩壊を記念してベルリンで行われた、『ザ・ウォール・コンサート』に参加したり、湾岸戦争反対のためのプロジェクトにオノ・ヨーコやレニー・クラヴィッツ達と共に参加する。
1991年、映画共演がきっかけで俳優のデヴィッド・ソーントンと11月に結婚する。
1992年、ミュージカル『タイクーン』のサウンド・トラックに参加し、シングル「ワールド・イズ・ストーン/The World Is Stone」がヨーロッパ各国、特にフランスでは3か月間トップ5内を記録するなど大ヒットする。
1993年、フーターズのロブ・ハイマン、エリック・バジリアンやアリー・ウィリス、夫のデビッド・ソーントンらの助けを借りて製作された4枚目のオリジナル・アルバム『ハット・フル・オブ・スターズ/HAT FULL OF STARS』を発表。ローパー自身で全曲曲作りに携わり、アルバム・カバーやさらにビデオ監督までプロデュースして全てを手掛けた。このアルバムはローパー自身がやりたいことを貫き通し、信じられる歌を歌い、周りの人たちにもっと自分の意見を提示してもいいことに気付き、妥協することなく製作された。自分の真実を語った新しいアルバムを一人一人に聞かせるために、アメリカでのクラブ・ツアーを行い、大きな話題を呼んだ。サンフランシスコのクラブのステージ上で、商業的な理由から外されたという8年の歳月を経て発表した「ア・パート・ヘイト」のことや自身の葛藤や苦悩を明らかにした。この年の年末、来日公演を行いその後、シンガポール・台湾と回る。
1994年、初のベスト・アルバム『グレイテスト・ヒッツ/TWELVE DEADLY CYNS...AND THEN SOME』を発表。
全世界で400万枚以上のセールスを記録し、ワールド・ツアーも南米、ヨーロッパ、日本と行われた。
1996年、5枚目のオリジナル・アルバム『シスターズ・オブ・アヴァロン/SISTERS OF AVALON』を発表。4年連続となる年末来日公演を行う。アルバムには上々颱風も参加しており、武道館公演では飛び入りでライヴに参加した。生田神社（神戸市）の「震災復興節分祭」で豆まきを行うために来日。しかし、豆まきは参拝客が殺到してわずか2分で中止になる。
1997年、11月に44歳にして長男デクラン・ワレスを出産。念願だった子供を授かる。
1998年、クリスマス・ソングやクリスマスに関係した曲を集めた初のシーズナル・アルバム『メリークリスマス…ハヴ・ア・ナイス・ライフ!/ Merry christmas...Have a nice life!』を発表。ジャケットには夫のデヴィット、ブックレットにはデクランと共に写っており、収録曲の「New Year's Baby(First Lullaby)」には当時乳幼児であったデクランの声が収録されている。このアルバムを最後にソニー・レーベルとの契約が一旦終わった。
1999年、『グラミー賞 Best Dance Recording』部門にノミネートされた「Disco Inferno」がJellybean Recordsから発売されクラブチャートでヒットし、シェールと共に3か月半に及ぶ大規模な北米ツアーにでる。またアメリカのTV番組「Mad About You」に再出演したり、クリストファー・ウォーケンと共演した映画『The Opportunists』の撮影が始まる等、女優活動も精力的に行う。
2000年、映画『The Opportunists』が公開され、各方面で高い評価を受ける。またこの年、ジョニ・ミッチェル・トリビュート・コンサートに出演したり、シェリル・クロウ、ハート、デスティニーズ・チャイルド達と共にガン撲滅のためのチャリティー・ライブ『Girls With Guitar Concert』に出演する。

### 2001年 - 2015年

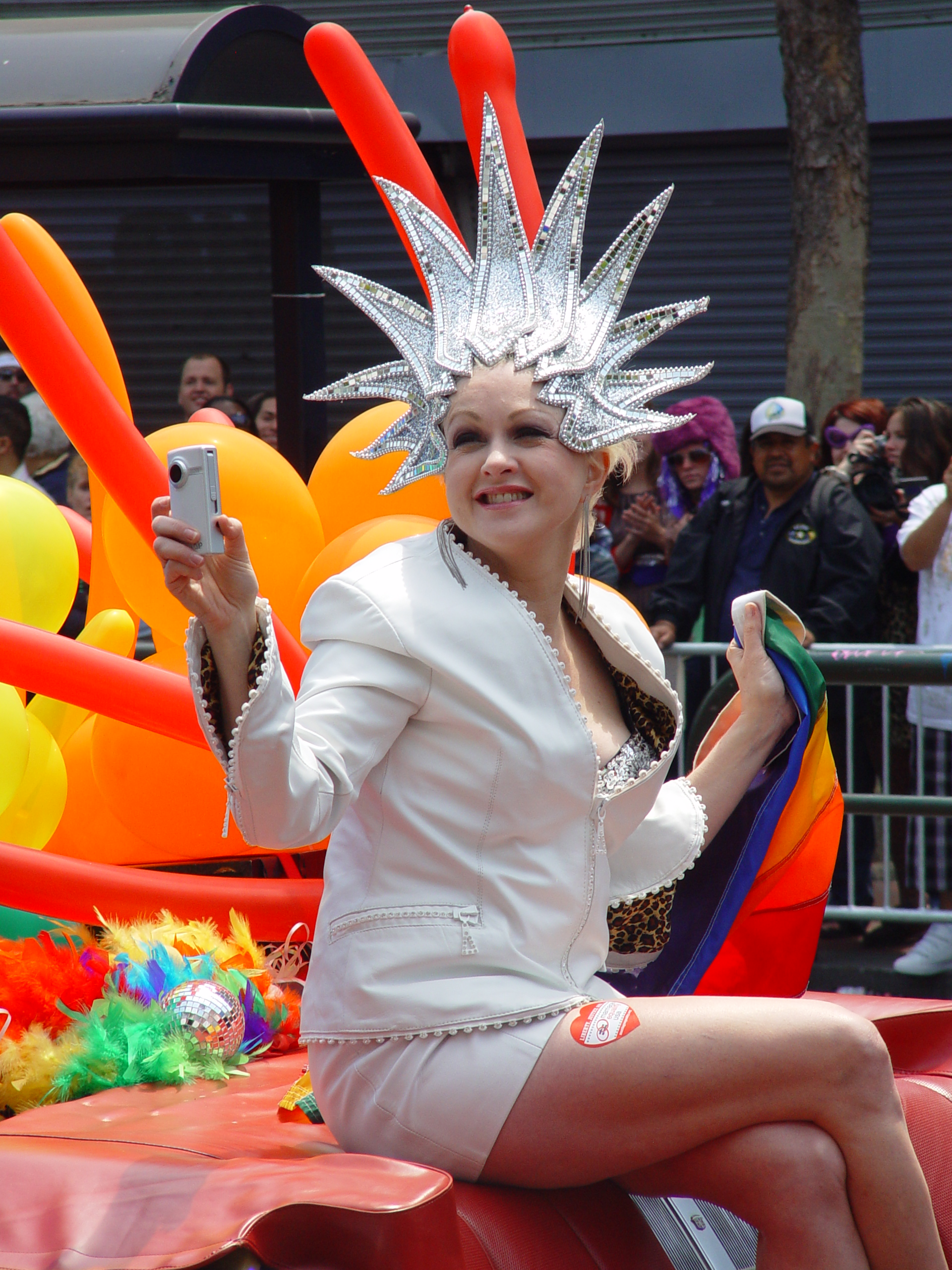
2008年のゲイ・プライドでのシンディ

2001年、坂本龍一の呼びかけで地雷撲滅のためのチャリティーレコード『Zero Landmine』に多くのミュージシャンと共に参加したり、この年9月にアメリカで起こった同時多発テロのため、当初予定より延期され、趣向を変更し開催された『ジョン・レノン・トリビュート・コンサート』に参加し、セントラル・パークで、「Strawberry Fields Forever」を歌う。
ロブ・ハイマン、ジャン・パルスフォード、坂本龍一等との共作曲を収録したウィリアム・ウィットマンとの共同プロデュースで7枚目のオリジナルアルバム『SHINE』を完成させ、夏にEdel America Records(エデル・レコード)から発売される予定であったが、発売直前にEdel America Records が倒産し、アルバム発売は中止されてしまう。
2002年、アルバム『SHINE』に収録予定であった曲の中から、それまでライブやイベント等で歌ってきてファンのリアクションの良かった曲を選曲し収録された5曲入りのミニアルバムがOglio Records(オグリオ・レコード) から発売される。また、ラスベガスで行われたディーバーズ・ライブにスペシャルゲストとして出演し、シェールとデュエットを披露した。その後再びシェールと共に6か月にも及ぶ大規模な北米ツアーを行い、延べ100万人以上の観客動員数を記録し、ローパーの以前と変わらないライヴパフォーマンスに各方面から大きな賞賛を受ける。
またシェールとのツアーの合間には、ソロライブを行ったり、店頭でのサイン会&ミニライブを行うなど、原点に戻った地道な活動を行い、『Shine EP』はマイナーレーベルからの発売にもかかわらず、好セールスを記録した。
2003年、ソロ・ツアーやミート・ローフとのジョイント・ツアーなど精力的にライブ活動を行う。ソニーと再契約を結び、幼少の頃に聴きながら親しんでいた1940年から1960年代の曲をカヴァーしたカヴァー・フル・アルバム『アット・ラスト/AT LAST』を発表。10月下旬から、久々の大規模なソロ・ツアーが始まり、大晦日のニューヨークでは、タイムズ・スクエアでのニューイヤーズ・イブのイベントにも参加する。
2004年、諸事情（上記参照）でお蔵入りとなっていた7枚目のオリジナル・アルバム『シャイン/SHINE』を日本限定で8枚目のフル・アルバムとして発表。6月には8年ぶりとなる日本ツアーが実現し、6都市全8公演を行い、変わらないパワフルなライブパフォーマンスを披露した。その後ツアーはオーストラリア、再び北米へと9月まで続けられる。2003年から続けられた『At Last Tour』の地元ニューヨーク公演を収めた、ライヴDVD『Live...At Last』が発売される。また、11月にオランダで行われた『Night of the Proms』に参加、12月にはノルウェーで行われた『ノーベル平和賞コンサート』にも参加した。翌年の2月に行われたグラミー賞では、『At Last』に収録された「Unchained Melody」が『Best Instrumental Composition Accompanying a Vocal』部門にノミネートされる。
2005年、ジェフ・ベック、サラ・マクラクラン、シャギー、アニー・ディフランコ、ヴィヴィアン・グリーン、パフィーなど、多くの豪華ゲストを迎えて、過去のヒット曲や人気曲を自らカヴァーしたセルフカヴァー・アルバム『ボディー・アコースティック/The Body Acoustic』を発表。
それにあわせて、プロモーション来日を果たし、様々なメディアに登場し、東京で開催された『GO LOHAS! 2005』のイベントでは、新作から3曲を披露した。
帰国後は北米ツアーを開始し、ツアーの合間にはアメリカン・ミュージック・アワードのステージで、サラ・マクラクランと「Time After Time」をデュエットで披露した。
2006年、『THE THREEPENNY OPERA（三文オペラ）』（ベルトルト・ブレヒト作、クルト・ヴァイル作曲）で娼婦「ジェニー」役でブロードウェイ・ミュージカルデビューを果たし、4月から6月までSTUDIO 54にて出演。
6月に行われたトニー賞では、共演者のAlan Cummingとパフォーマンスを披露した。また、7月には同性愛者のオリンピック『ゲイ・ゲームズ』閉会式に出演した。

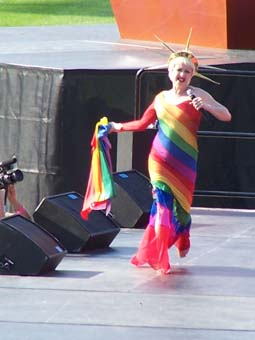
レインボーフラッグをまとって走り回るシンディ（2006年7月22日、ゲイ・ゲームズ）

2007年、6月に多数のアーティスト達と『True Colors 2007 Tour』を行う。ツアーの目的は同性愛者の権利の擁護推進のためのもので、チケット1枚につき1ドルが『Human Rights Campaign』と題された人権擁護活動に寄付された。5時間にも及ぶ大規模なショーは北米16都市で公演されて大成功を収め、参加したアーティストが曲を提供した記念盤のCDが発売される。
また、8月にはペット・ショップ・ボーイズ、シャギー等とともにシンガポールで行われたSingfestに参加した。
2008年5月14日に9枚目のオリジナル・アルバム『ブリング・ヤー・トゥー・ザ・ブリンク〜究極ガール/BRING YA TO THE BRINK』を発表。
オリジナル・アルバムとしては7年ぶり、メジャーでレコーディングしたフル・オリジナル・アルバムとしては12年ぶり。
TOYOTA MARK X ZiOのCFソングとしてOAされていた収録曲の『セット・ユア・ハート/SET YOUR HEART』をはじめ、全曲、ダンス・ミュージックとなっている。
アルバム発売日に合わせて来日し、東京 丸の内 丸ビル1F MARUCUBEにてニュー・アルバム発売記念ライヴをし、新曲を含めた数曲を披露。
靴を脱ぎ、ステージから降りて客席でパフォーマンスをしたり等、イベント当選者や仕事帰りの人々を楽しませ、様々なメディアにも出演した。
2008年9月にCYNDI LAUPER JAPAN TOUR2008と題し、12年ぶりの日本武道館公演を含む3都市全4回の来日公演が行われる。その後、ヨーロッパ、南米でのツアーを行う。

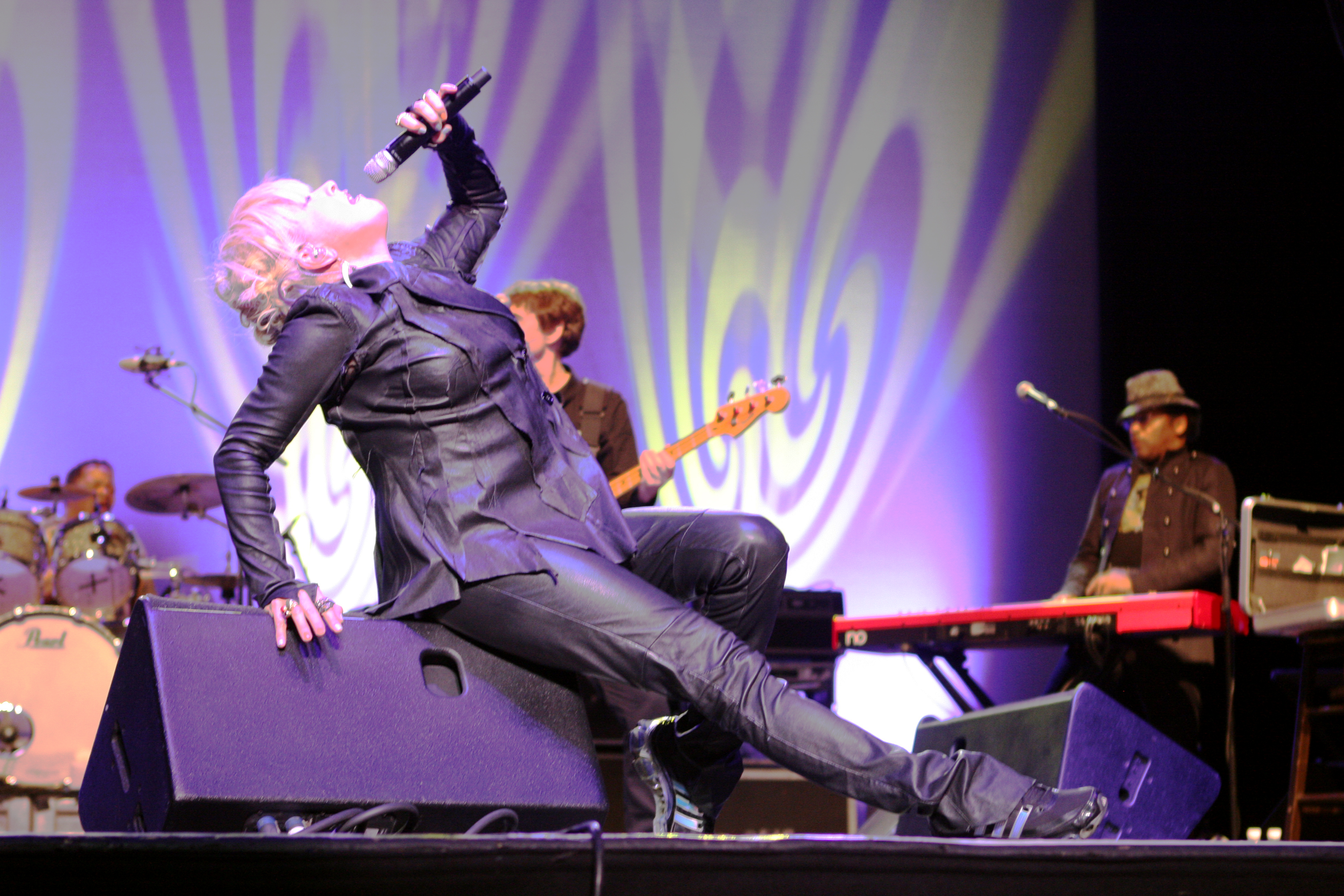
2011年のシンディ

2011年3月11日に起きた日本における東日本大震災の直後、日本でのコンサートツアーのために来日（彼女の乗った飛行機は地震による閉鎖のため成田空港に降りられず、米軍横田基地に着陸した）。他の海外ミュージシャンが日本での公演を中止して帰国ないし、来日をキャンセルし、レコード会社からも帰国するように勧められていた中、2011年3月16日から、予定通りコンサートを行った。更に会場でチャリティのための募金を呼び掛け、コンサートをチャリティイベントにした。
また、大阪滞在時に湯川れい子へ「こういう時こそ、日本にくることが出来て、私の人生の中でも名誉なことでした。ありがとう」と綴ったメールを送っている。
2012年6月18日にRAW（プロレス団体WWE）にゲストホストとして登場。過去には1985年に開催された第1回レッスルマニアでウェンディ・リヒターのセコンドとして出場している。同年、ミュージカル『キンキーブーツ』（原作は2005年公開の同名映画）の音楽を担当。第67回トニー賞でオリジナル楽曲賞を受賞した。
2015年1月 1985年に発売されたデビューアルバム『シーズ・ソー・アンユージュアル』の発売30周年を記念したジャパンツアーシンディ・ローパー ～30周年アニヴァーサリー・セレブレーション ジャパン・ツアー2015を開催。武道館公演を含む全6都市公演。

### 2016年 - 現在
2016年1月、ローパーは2016年5月6日に新しいアルバムをリリースすることを発表した。このアルバムは彼女の早期カントリークラシックスの解釈で構成され、『Detour』と題された。この発表は、ハーラン・ハワードの「Heartaches by the Number」の彼女のバージョンのリリースと、Kelsea BalleriniとIngrid MichaelsonとのSkyville Liveでのパフォーマンスによって支持された。また、2016年2月17日には、ワンダ・ジャクソンの「Funnel of Love」の彼女のバージョンがリリースされた。
2016年2月、ローパーは『キンキー・ブーツ』の英国プロダクションへの貢献に対して、スティーブン・オレマスと共にオリビエ賞にノミネートされた。また、2017年1月には、このプロダクションのアルバムがグラミー賞のベストミュージカルシアターアルバムにノミネートされた。
2016年5月、ローパーはフランスのプロデューサー、ジャン＝ミシェル・ジャールによる『Electronica 2: The Heart of Noise』の「Swipe to the Right」にフィーチャーされた。この『Electronica』プロジェクトの第2弾アルバムは、電子音楽に関連するアーティストとのコラボレーションに基づいている（Tangerine Dream、Moby、Pet Shop Boysなど）。
2017年1月、ローパーはAustin City Limitsの第42シーズンに出演し、『Detour』からのカントリーチューンとともに、彼女のクラシックな曲のいくつかを披露した。このエピソードはPBSで放送された。
2018年3月、ローパーは『タイム・アフター・タイム』の共作者であるロブ・ハイマンと共に、1988年の映画『ワーキング・ガール』のミュージカル版の楽曲を作曲することが発表された。この映画にはメラニー・グリフィスとシガニー・ウィーヴァーが出演した。彼女はハイマンと協力したが、音楽を1980年代のように聞こえるものにしたかったと述べている。ミュージカルはトニー賞受賞者のクリストファー・アシュリーによって上演され、ミュージカルの開発プロダクションのプレミアは2021/2022シーズンに予定されていた。
Grandin Roadのために、ローパーは独自に「Cyndi Lauper Loves Christmas」という彼女自身のクリスマスコレクションをデザインし、2018年9月から利用可能にした。「私はいつもクリスマスが好きで、それは私に小さなことで幸福を見つけることを思い出させてくれます」とローパーは述べた。
彼女の年次のHome For The Holidaysコンサートは、ニューヨークのビーコンシアターで2018年12月8日に開催された。
ローパーはテレビシリーズMagnum P.I.のリブートのエピソードで弁護士役としてゲスト出演しました。このエピソードは「Sudden Death」と題され、2018年10月22日に放送された。
2018年11月15日、ローパーはビルボードの第13回年次「ウィメン・イン・ミュージック」イベントでアイコン賞を受賞することが発表され、12月6日にニューヨーク市で授与された。ビルボードの編集ディレクター、ジェイソン・リプシュッツは「世界中がサインディ・ローパーのポップ音楽の力を認識し、同様に彼女は音楽を超えて不可欠な才能を活かし、現代社会にポジティブな変化をもたらし、真のアイコンになっています」と述べた。
曲「Together」は、2019年1月に公開されたカナダのコンピューターアニメーション映画『Racetime』にフィーチャーされた。もともとフランス語でDumasによって書かれ、演奏されたこの曲は、映画の英語版である『La Course des tuques』の英語翻訳をローパーが演奏した。
2019年6月26日、ローパーはStonewall 50 – WorldPride NYC 2019のオープニングセレモニーでパフォーマンスを行った。ハリウッドボウル管弦楽団の伴奏を受け、トーマス・ウィルキンスが指揮をし、ローパーは2019年7月12日と13日にアイコニックなハリウッドボウルで2つのコンサートを行った。
2019年9月、ローパーがジェーン・リンチと共演し、今日の「ゴールデン・ガールズのようなもの」と形容される新しいNetflixコメディシリーズに出演することが発表された。なお2021年3月時点で、このプロジェクトに関する更新情報は無い。

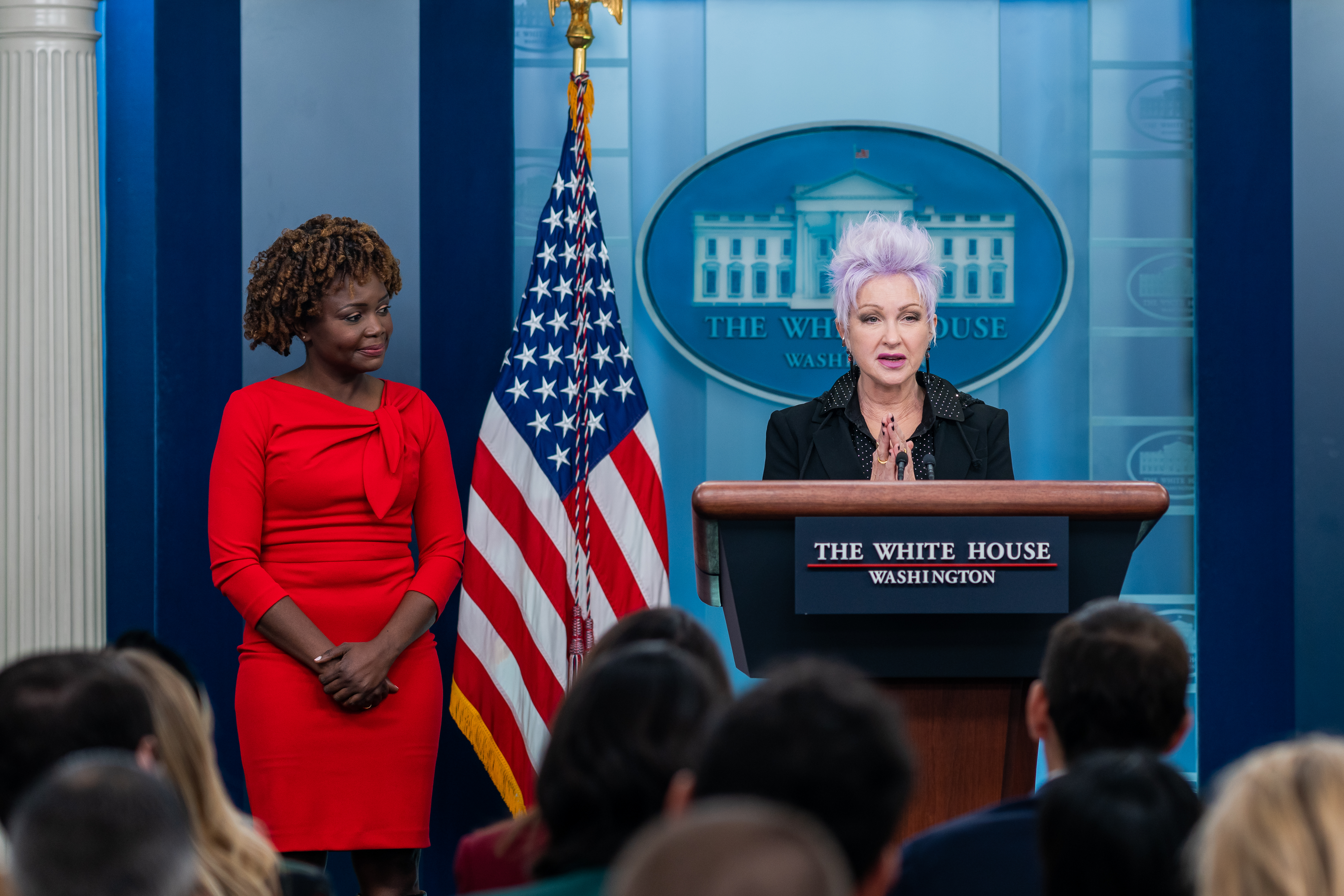
ホワイトハウスで記者に向かって演説するシンディ（2022年）

2020年1月26日、ローパーはロサンゼルスで開催された第62回グラミー賞授賞式で、1980年の映画『Fame』のサウンドトラックからの曲「I Sing the Body Electric」のコーラスを歌った。この授賞式は長らくグラミー賞テレビプロデューサーを務めたケン・アーリッヒへの送別の一環で、他にベン・プラット、カミラ・カベロ、オリジナルの映画に出演したデビー・アレンなどが出席した。
2020年4月23日、ローパーは新型コロナウイルスのパンデミックによって経済的に困難を抱えるLGBTQナイトライフの労働者に対する資金調達コンサートに参加し、「True Colors」を披露した。このコンサートは、歴史的なグリニッジ・ヴィレッジのゲイバーであるStonewall Inn Gives Back非営利団体によって発起され、他の出演アーティストにはケイト・ピアソン、Our Lady J、ルーファス・ウェインライト、ダレン・ヘイズなどが含まれた
2020年11月、ローパーは元トップテン「アメリカン・アイドル」ファイナリストのケイシー・エイブラムスと共演し、曲「Eve of Destruction」のカバーバージョンを制作した。
2021年11月、ローパーはShea Diamondのトラック「Blame it on Christmas」のゲストボーカルとしてフィーチャーされた。翌月には公式ビデオがリリースされた。

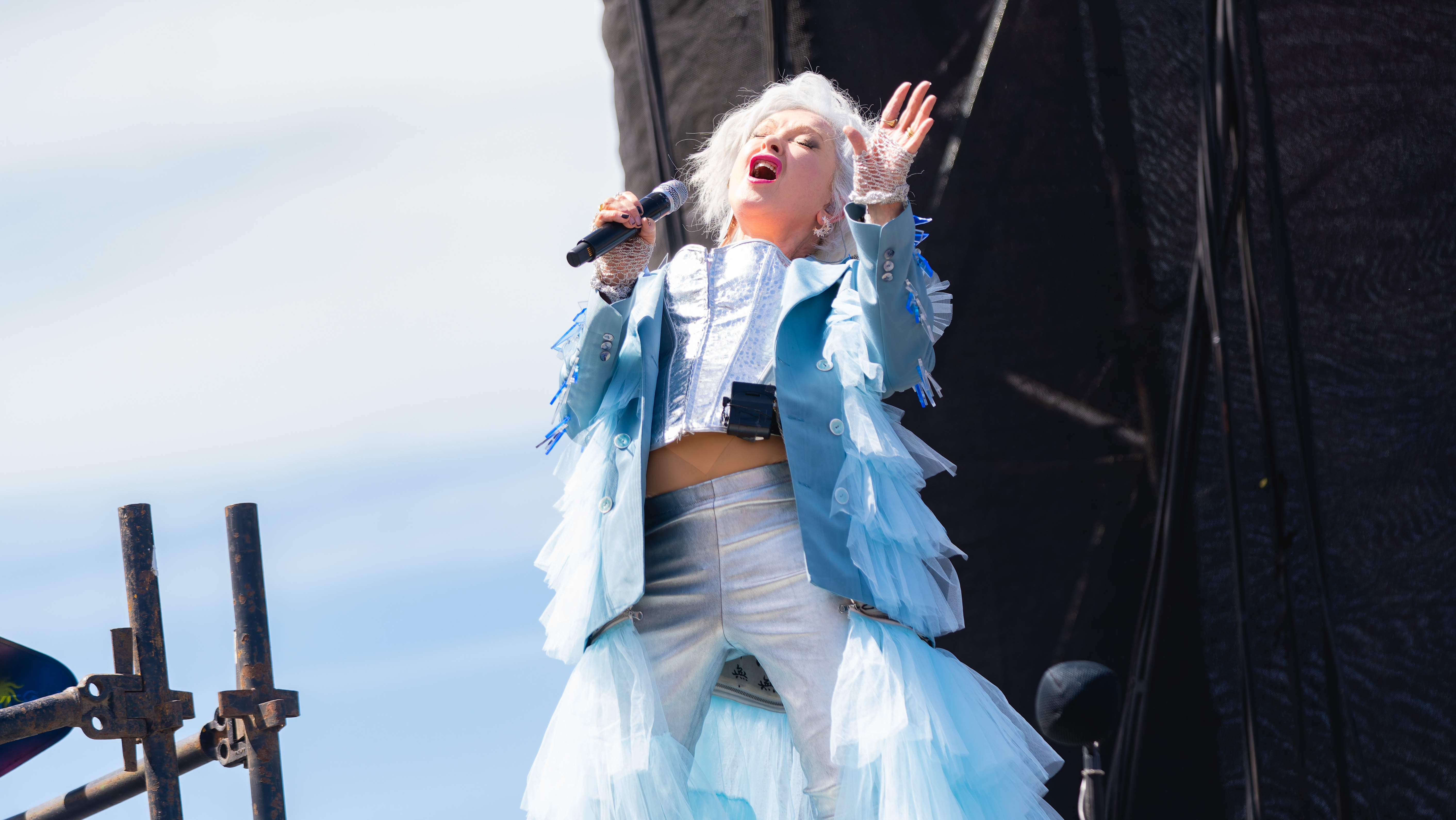
グラストンベリー・フェスティバルでのシンディ（2024年）

ローパーは2022年のMusiCares Person of the Year Tribute Showでジョニ・ミッチェルを称えるコンサートに出演した。
2023年、長編ドキュメンタリー映画 『レット・ザ・カナリア・シング』が公開された（日本では、2025年4月にフェアウェルツアーの前夜祭として期間限定公開された）。
2024年10月18日、フェアウェル・ツアー『Girls Just Wanna Have Fun Farewell Tour』をカナダより開始。カナダ公演では芸術家の草間彌生とのコラボレーション演出が行われた。また2025年4月19日から25日まで、フェアウェル・ツアーの日本公演『シンディ・ローパー・フェアウェルJAPANツアー』を大阪と東京で開催。ローパーが日本で単独公演を行うのは6年ぶり15度目となる。また25日の日本武道館公演では、日本武道館での公演数が通算16回となり、それまでホイットニー・ヒューストンが保持していた日本武道館洋楽女性アーティスト最多公演回数記録（14回）を更新した。同年、ロックの殿堂入りを果たした。

## 人物
アーティストとして

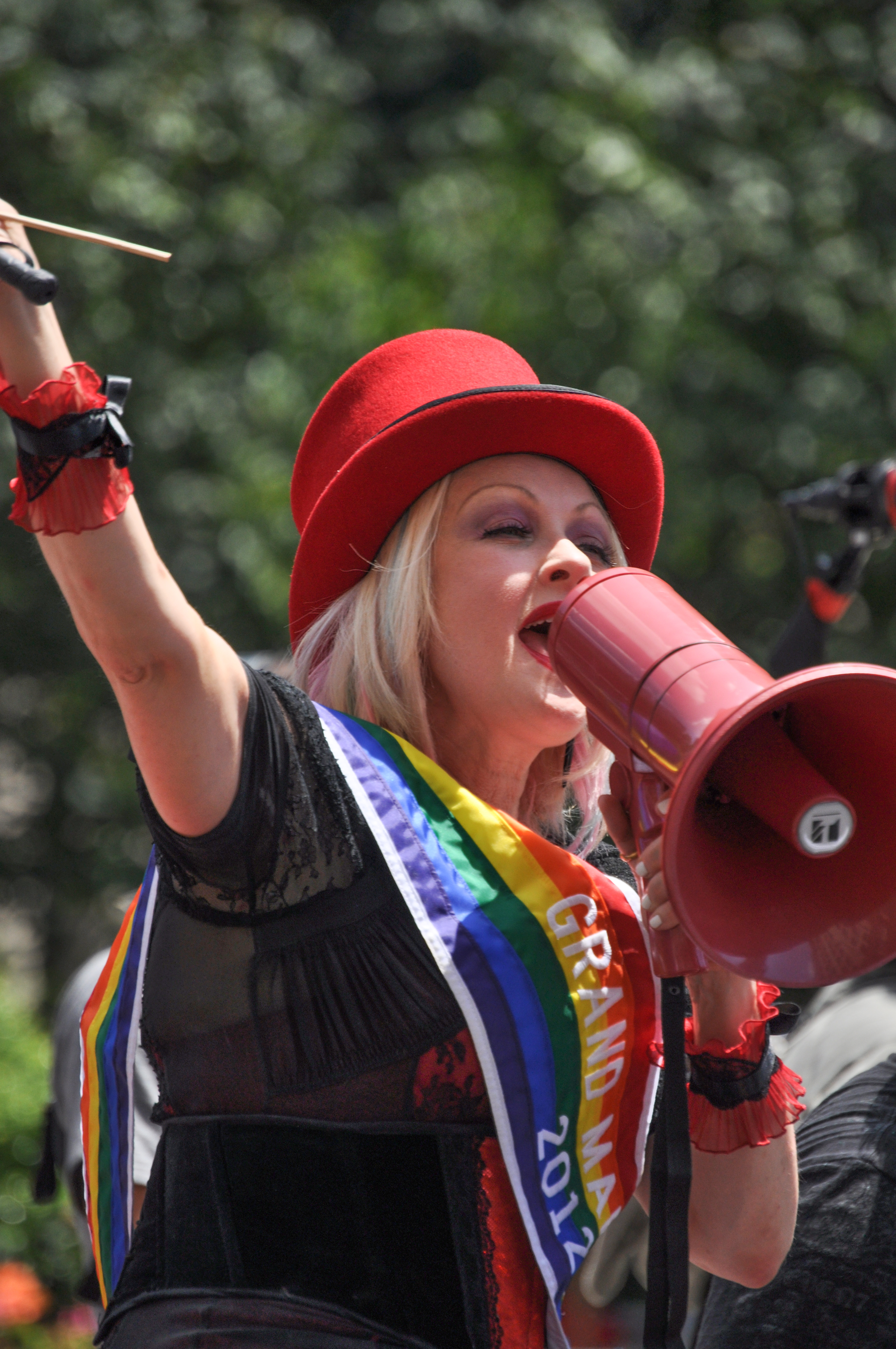
ニューヨークのゲイ・プライドに登場したシンディ（2012年）

- ハイトーンで、高い肺活量を持つ。地声もハイトーンで赤ん坊のような声をしている。
- 多様な楽曲を歌いこなすことから「七色の声を持つ歌手」と称される[14]。
- 映画『レット・ザ・カナリア・シング』でも語られたように、歌声はカナリアにも例えられる。
- デビュー当初は、古着の様な服装と、後に「ハリウッドメイク」と呼ばれるメイクや「ハリウッドスマイル」と呼ばれる上唇をめくり上げ四角く口をあける笑顔を見せていた。
- 奇抜な髪型や髪色が特徴で、黄色に赤色を挿した髪色が有名であり、一時期黄色に染めたり、黄色のボブカットのウィッグを使用していた。楽曲によっては赤色にも染めていた。近年はシルバーや白に近い色に染めている。このヘアスタイルは後に女性アーティストに多大なる影響を与えている。
- デビューから現在まで変わらない精力的なアーティスト活動や独自のファッションから「永遠のガール」と称されている。
- ハンドマイクやスタンドマイクで歌うイメージが強いが、楽器演奏の技術も高い。エレキギター、アコースティックギター、アパラチアン・ダルシマーなども演奏するマルチプレーヤーである。「Sisters of Avalon」では、オープンチューニングでギターを演奏する[15]

人物像
- ブレイク後、自身を取り巻く環境が急激に変わったことへの戸惑いと、常に注目を浴びることへのプレッシャーから孤独感に苛まれ、一時期引きこもりがちになったこともある。自身のパーティーでも、周囲に人が集まれば集まるほど孤独を感じ、ホテルの部屋に閉じこもり、主役不在といったこともあった[16]。

## エピソード
- 1991年の誕生日に恋人兼マネージャーのデビッド・ウルフら数人のグループでNYマンハッタンのイーストビレッジにあるCANDYB1を数時間貸し切り誕生パーティーを行った。CANDYB1は本店が福岡にある日本人経営の生バンド・カラオケバーで、この店を選択したのはシンディ本人だったと言われている。
- 2011年3月4日ブエノス・アイレスの空港で、フライト遅延や欠航が続出し、空港側に抗議が殺到。暴動にもなりかねない状況の中、たまたまその場にいたシンディはその状況をみかね[17]、空港のアナウンスマイクを使い「Girls Just Wanna Have Fun」[18] をアカペラで歌い出した。突然の空港ライヴにその場の乗客や乗務員も大喜びし、大合唱となり、みんなの表情は一変して歓喜の笑顔になり乗客たちの怒りを収め楽しませた。続いて「True Colors」もアカペラで歌っている。歌っている際に周囲にいた乗客たちが一斉に携帯電話やデジカメで撮影をしたが、シンディは気にも止めず、リズムをとりながら歌っていた。この動画は撮影した乗客がYouTubeにアップし、世界中に広まった。
- ともに1980年代より活躍してきたマドンナとの関係性について長年にわたり確執があると取り沙汰されてきたが、2024年のピープルのインタビュー記事の中でローパーは、この説は2人の対立を煽った業界による作り話だと否定し、（1989年リリースの）『ライク・ア・プレイヤー』で彼女を見て以来ずっと大好きと語っている[19]。

## ディスコグラフィ

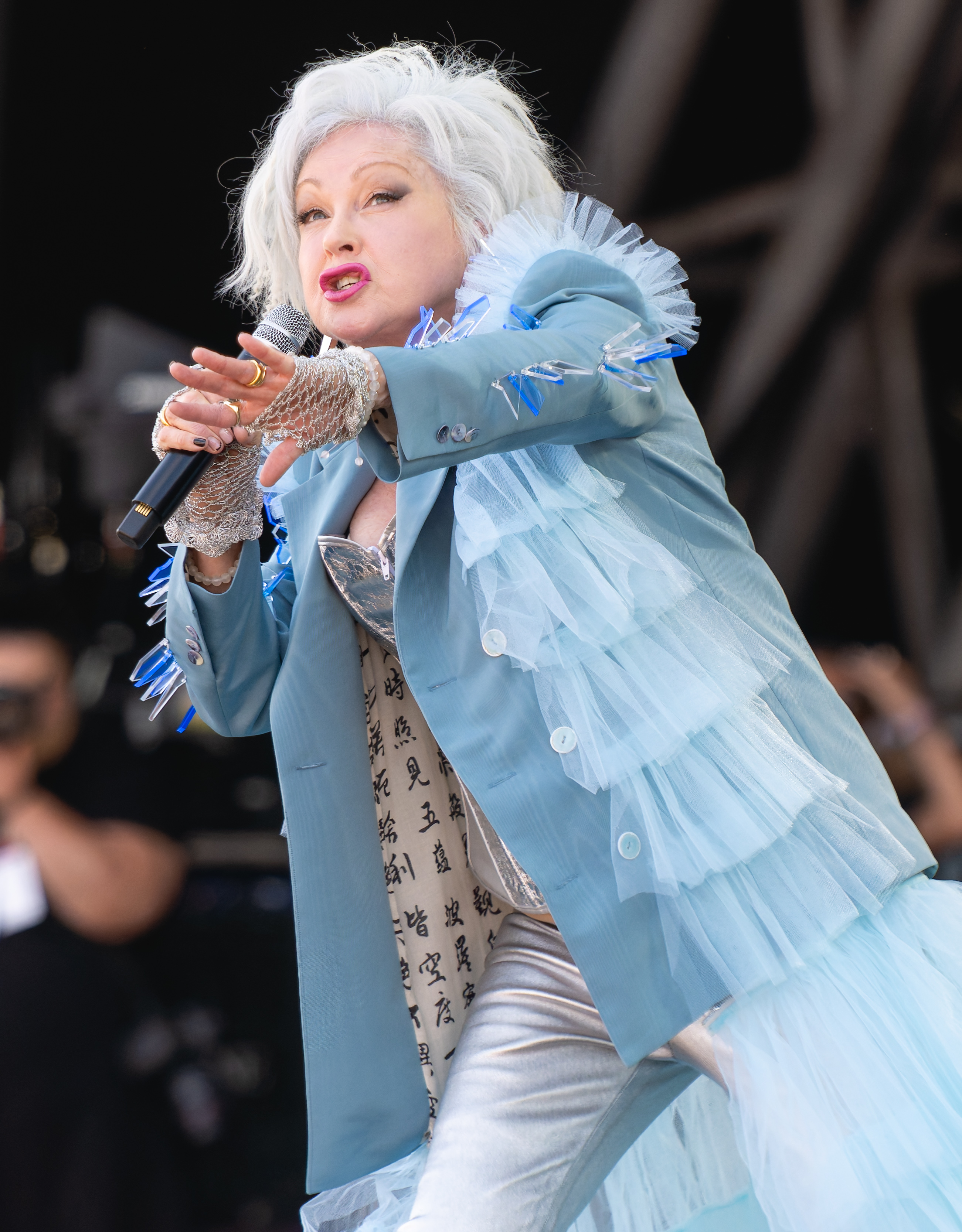
グラストンベリー・フェスティバルでパフォーマンスするシンディ（2024年）

### スタジオ・アルバム
1. She's So Unusual（1983年）
2. True Colors（1986年）
3. A Night to Remember（1989年）
4. Hat Full of Stars（1993年）
5. Sisters of Avalon（1996年）
6. Merry Christmas... Have a Nice Life（1998年）
7. At Last（2003年）
8. Shine（2004年）
9. Bring Ya to the Brink（2008年）
10. Memphis Blues（2011年）
11. Detour（2016年）

### ベスト・アルバム
1. Twelve Deadly Cyns...and Then Some（1994年）
2. The Essential Cyndi Lauper（2003年）
3. The Body Acoustic（2005年）
4. Mighty 80's（2007年）
5. True Colors: The Best of Cyndi Lauper（2009年）
6. Floor Remixes（2009年）
7. Japanese Singles Collection -Greatest Hits-（2019年）

### サウンドトラック
1. シンディ・ローパー｜レット・ザ・カナリア・シング（2025年）

### シングル
1. You Make Loving Fun（1977年）
2. ガールズ・ジャスト・ワナ・ハヴ・ファン - Girls Just Want to Have Fun（1983年）
3. タイム・アフター・タイム - Time after Time（1984年）
4. シー・バップ - She Bop（1984年）
5. オール・スルー・ザ・ナイト - All Through the Night（1984年）
6. マネー・チェンジズ・エヴリシング - Money Changes Everything（1984年）
7. アイル・キス・ユー - I'll Kiss You(promo-only single)（1984年）
8. ホエン・ユーワー・マイン - When You Were Mine（1985年）
9. グーニーズはグッド・イナフ - The Goonies 'R' Good Enough (The Goonies: Original Motion Picture Soundtrack)（1985年）
10. トゥルー・カラーズ - True Colors（1986年）
11. チェンジ・オブ・ハート - Change of Heart（1986年）
12. ホワッツ・ゴーイン・オン - What's Going On（1987年）
13. ボーイ・ブルー - Boy Blue（1987年）
14. メイビー・ヒル・ノウ - Maybe He'll Know（1987年）
15. ホール・イン・マイ・ハート - Hole in My Heart (All the Way to China)（1988年）
16. 涙のオールナイト・ドライヴ - I Drove All Night（1989年）
17. My First Night Without You（1989年）
18. Heading West（1989年）
19. A Night to Remember（1989年）
20. Primitive（1990年）
21. The World Is Stone (Tycoon: Various Artists)（1992年）
22. Who Let In The Rain（1993年）
23. サリーズ・ピジョンズ - Sally's Piegons（1993年）
24. That's What I Think（1993年）
25. Hat Full of Stars（1993年）
26. Hey Now (Girls Just Want To Have Fun)（1994年）
27. I'm Gonna Be Strong ('94 Version)（1994年）
28. Come On Home（1995年）
29. You Don't Know（1996年）* このPVには日本人のベーシスト「Norihito Yanagawa」が参加している。
30. Sisters of Avalon（1997年）
31. Ballad of Cleo and Joe（1997年）
32. Early Christmas Morning (Japan-only)（1998年）
33. Disco Infern (A Night at the Roxbury Soundtrack)-1999年）
34. Shine（2001年）
35. Walk on By（2003年）
36. Until You Come Back to Me (That's What I'm Gonna Do)（2004年）
37. Stay（2004年）
38. Time After Time (with Sarah McLachlan)（2005年）
39. Above the Clouds (with Jeff Beck)（2005年）
40. セット・ユア・ハート - Set Your Heart（2008年）
41. Same Ol' Story (2008年)
42. Into the Nightlife (2008年)
43. Funnel of Love (2016年)
44. ホープ - Hope（2019年）

### VHS・ DVD
- In Paris（1987年）
- Twelve Deadly Cyns...And Then Some [Import]（1994年）
- グレイテスト・ヒッツ（2003年）
- Live...At Last [Import]（2004年）
- ライヴ・アット・ラスト (2009年)
- To Memphis With Love [Import] (2011年)
- メンフィスへ愛を込めて (2011年)

### Blue Angelのディスコグラフィ
アルバム
- ブルー・エンジェル - Blue Angel（1980年）

シングル
- I'm Gonna Be Strong（1980年）
- I Had a Love（1980年）
- Late（1980年）
- Fade（1980年）

## 書籍
- トゥルー・カラーズ シンディ・ローパー自伝 （2013年3月、白夜書房） ISBN 978-4-86-191961-9
- MUSIC LIFE シンディ・ローパー（2025年4月、シンコー・ミュージック） ISBN 978-4-401-65603-5

## 映画
- グーニーズ - The Goonies（1985年）
- バイブス秘宝の謎 - Vibes（1988年）
- マイアミ・ムーン - Off And Running（1991年）
- ライフwithマイキー - Life with Mikey（1993年）
- ミセス・パーカー/ジャズエイジの華 - Mrs. Parker and the Vicious Circle (1994年)
- デッド・レイン - The Opportunists （2000年）
- それぞれの場所で - Here and There（2009年）
- ナショナルランプーンのダーティームービー - National Lampoon's Dirty Movie（2011年）
- シンディ・ローパー：レット・ザ・カナリア・シング - Cyndi Lauper : Let the Canary Sing（2023年）

## 日本での活動
大の親日家として知られる。
社会活動

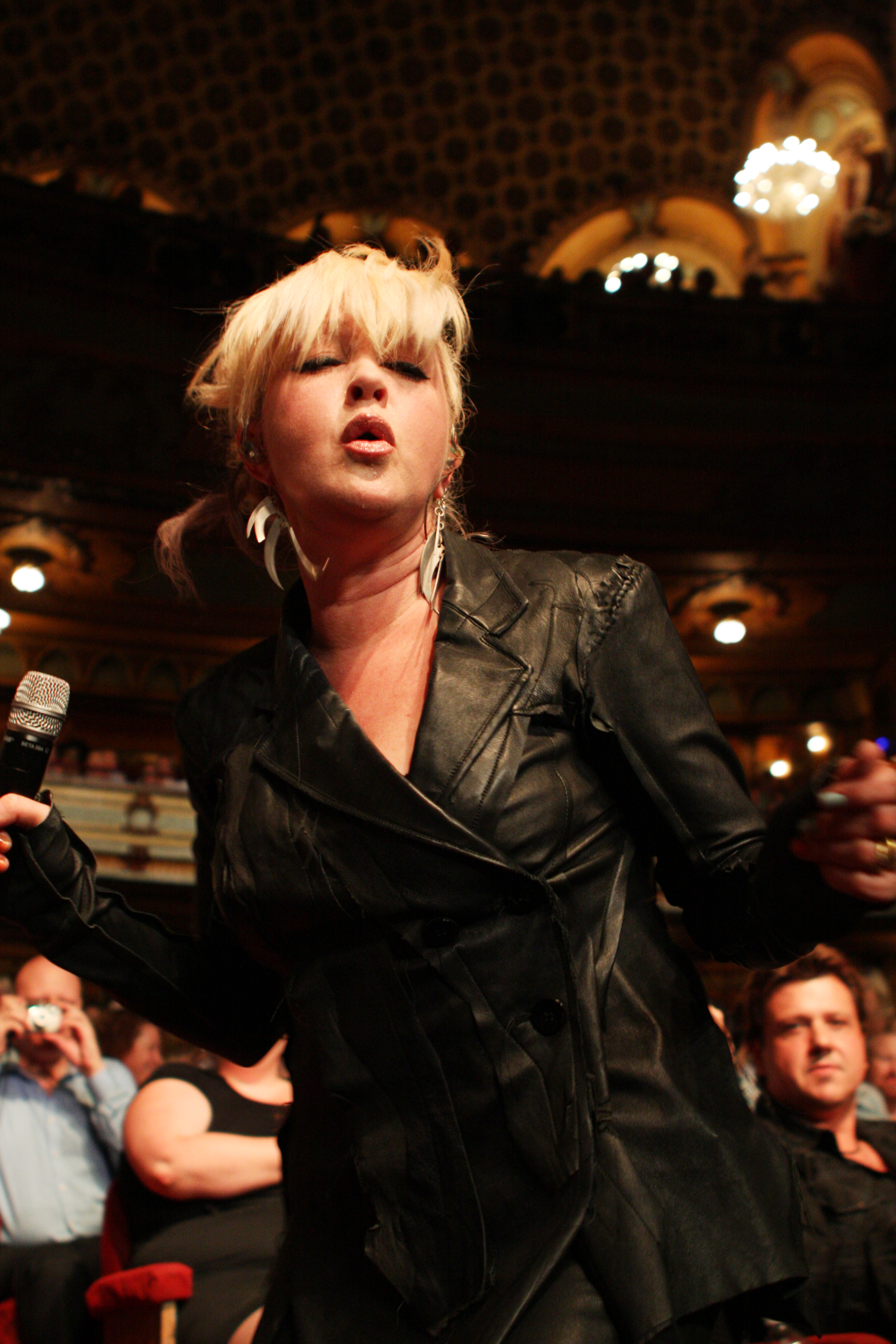
踊るシンディ（2011年）

- 1995年に阪神・淡路大震災が発生した際、義援金を寄付している[20]。1996年2月3日に阪神・淡路大震災のチャリティーとして行われた生田神社震災復興節分祭にて「豆まき神事」に参加した[21]。
- 日本の戦争悲話「かわいそうなぞう」のCDの英語吹き込みを担当した。2008年8月13日発売。「戦争は動物までも不幸にする」というメッセージを社会へ向けて発信している。
- 2011年3月16日の来日コンサート終了後、東日本大震災の被災者支援として、観覧に来ていた日本の芸能人と共に募金箱を持ち、来場した観客たちへ募金を募った。
  - シンディが日本に到着したのは3月11日の震災当日であり、成田空港が被災により閉鎖された為、横田基地に降り立ち、その後も都内で大渋滞に巻き込まれ、ホテルに到着したのは翌日の午前3時のことであった[20]。
  - 来日していた他の海外アーティストが公演を中止し帰国する中で、シンディもスタッフから帰国を促されたが、予定通り公演を行った。震災の影響により日本政府から各方面へ節電の要請が出されている状況だったため、公演の照明は最低限に抑えられた。
  - 翌日の3月17日にはCNNからの取材を受け、自身が見聞きした範囲で日本の現状や窮状を伝え、日本への支援や募金などの助力を求め、その訴えはCNNの番組であるHLNを通じて、現地時間の2011年3月17日に世界へ向け報道された。
  - 翌年の3月3日にも来日し、NHKにて独占インタビューが行われた。インタビューにて「私たちの滞在は一時的なものです。でも日本の人たちは毎日過ごしています。何であれ、出来ることがしたかったのです。」「私が日本に来る理由は『震災を忘れていない』という事と、私が来るたびに思い出して欲しいからなのです。」と語った。

日本人との親交
- 1989年、日本の番組『夜のヒットスタジオ』に出演した際、かつてニューヨーク市内の『ミホ』という日本料理レストランで働いていたことがあったと述べた。定職もなく無為の日々を過ごしていた時期に『ミホ』を経営している鈴木サクエという日本人女性と出会い、「それじゃ駄目だから自分の店で働きなさい」と勧誘されたことがきっかげであった。鈴木はシンディに限らず、シンディのバンド仲間やアーティストの卵といった若者たちを自身の店で雇うなど、積極的に支援していた。鈴木はシンディに「いつか売れる日が来るから頑張りなさい」と激励し続けていたという。この鈴木との出会いがシンディを親日家にさせる切っ掛けとなった。
  - 同番組の企画で、シンディには内密で鈴木の行方を捜索した。結果、鈴木はシンディの来日とは無関係で諸事情により偶然日本に帰国しており、鈴木とシンディはスタジオにて再会を果たした。この時シンディは感極まり、唄う前に涙ぐむという一幕もあった。
- オノ・ヨーコと親交がある。上述の、高校を退学し愛犬スパークルと共に家を出た際の手荷物の中にオノの著書『グレープフルーツ』があった。同書はシンディにとって「芸術を通じて人生を見る為の窓だった」と語っている[20]。
- 1986年、吉田拓郎は安井かずみに「ホイットニー・ヒューストンに会わせてあげるから」と誘われ、アルバム『サマルカンド・ブルー』のレコーディングをニューヨークで行ったが、安井が実際に連れてきたのはシンディだったという逸話がある[22]。

日本語能力
- 上述の通り、デビュー前の下積み時代にニューヨークの日本料理レストランでウェイトレスのアルバイトをしていた。「いらっしゃいませ」と「ありがとうございました」が初めて覚えた日本語である。
- 同店の寿司職人から日本語を教わったことで自信がつき、後年に来日公演のステージで話してみたところ、実は教わった日本語は全て赤ちゃん言葉だった事が判明した。レコード会社からはダメ出しを受けたが、一時的に流行ったと語った[23]。
- そのほか「お父さん・はい・少し」や「おしぼり・寿司・さしみ・水割り」など、レストランで使われる言葉や、「最高！」や「本当ねー！(I think so too)」「おやすみなさい」「頑張って！」などの簡単な日本語も話し、多少の日本語も理解できる[24][25]。

来日時のエピソード
- プロモーションのために1984年3月に初来日、『笑っていいとも!』（フジテレビ系）と『ベストヒットUSA』（テレビ朝日系）に出演。
- 1990年のNHK紅白歌合戦への出演の為だけに来日している。当日NHKホールのステージには駕籠に乗って登場、和服をアレンジした衣装を身にまとい、ヒット曲「涙のオールナイト・ドライヴ - I Drove All Night」を歌唱した。これ以前にもNHKの音楽番組に複数回出演している。
- 日本には度々「お忍び」の旅行で訪れている。もっぱら移動手段は新幹線で、乗り込むとすぐにビールもしくは日本酒とスルメを買い込んで一杯やりつつ、車窓からの景色を眺めるのが好きとのことである[26]。
- 1995年、阪神・淡路大震災の被災者へ寄付。ツアーも引き続きイギリス・オランダ・アメリカと行われ、年末に再来日公演を行った。
- 『オールスター爆笑ものまね紅白歌合戦!!』（フジテレビ正月特番）でものまねタレント斉藤ルミ子がまねた時にご本人として専属ダンサーを引き連れて登場、特別出演し『Hey Now』を披露した。本人によれば「正月のパーティーがあると聞かされた」とのこと。
- 来日公演で、阪神タイガースに在籍していた掛布雅之のユニフォームを着用したことがある。
- 1995年、『ニュースステーション』に出演した際に、当時社会現象となっていた女子高生の「ルーズソックス」に対してコメントを求められ「あのソックスは格好いいし、いいじゃない？!」とスタッフの思惑と正反対の発言をする。「あの年頃の少女たちは、自分が何か特別の存在でありたいと願い、同時に一人で突出する勇気はまだない。そんな少女たちが社会においては特別な自分"たち"であるという主張としてのルーズソックスなのではないだろうか」と続け、コメントの最後に「でも誰が何と言おうとあのソックスは格好いい！」と結んだ。
- 『ものまね王座決定戦』に本人として登場。出演した理由を「お正月にとても楽しいパーティーをやると聞いて来たの。」と語った。また、明石家さんまが「結婚を前提にお付き合いしてもらえませんか？」と冗談を言ったところ「ごめんなさい。結婚してるの。ちょっと遅かったわね。3年前はどうしていたの？」とアドリブを返し、さんまが「結婚してました。」と答えると、通訳なしで理解し、笑っていた。また、さんまがたまたまシンディと体が触れ合い歓喜すると、さんまを抱き上げて力こぶを作ってみせた。
- 『王様のブランチ』（TBS）のゲストに迎えられた際に、彼女に歌ってもらう交換条件として森山愛子が目の前で童謡『赤とんぼ』を披露し、そのズバ抜けた歌唱力と完成度に感涙したことがある。

日本食
- 日本酒、寿司、刺身、味噌汁、梅干、スルメ、枝豆などを好物として挙げている[27]。

### テレビCM
- ドミノ・ピザ（1995年、日本）
- サッポロビール（缶生）
- 宝ホールディングス（タカラcanチューハイ）
- 明治乳業（ロマノ・ビンディ）
- ユニクロ（2012年、カラーアンクルパンツ カラフルな人生篇）

### 公演
| 開催年 | タイトル                                                                           | 会場 |
| ------ | ---------------------------------------------------------------------------------- | --- |
| 1986年 | True Colors Tour                                                                   | 9公演 1986.09.10 - 13, 22 日本武道館 1986.09.16 静岡産業館 1986.09.17, 18 大阪城ホール 1986.09.19 愛知県体育館 |
| 1989年 | A Night To Remember Tour                                                           | 12公演 1989.09.12 広島サンプラザ 1989.09.13 福岡国際センター 1989.09.14, 15 大阪城ホール 1989.09.17 名古屋レインボーホール 1989.09.18, 19 日本武道館 1989.09.22 横浜アリーナ 1989.09.25 月寒グリーンドーム 1989.09.27 仙台市体育館 1989.09.29 静岡県営草薙体育館 1989.09.30 新潟市体育館                                                                                    |
| 1991年 | American Music Awards Concert Series                                               | 2公演 1991.03.20, 21 横浜アリーナ |
| 1993年 | Hat Full of Stars Tour                                                             | 11公演 1993.12.12 NHKホール 1993.12.13 ゆうぽうと簡易保険ホール 1993.12.14 仙台サンプラザ 1993.12.17 名古屋センチュリーホール 1993.12.20 広島郵便貯金ホール 1993.12.21 福岡市民会館 1993.12.22 神戸国際会館 1993.12.24 名古屋ヒルトンホテル 1993.12.25 松本市文化会館 1994.01.03 渋谷クラブクアトロ 1994.01.05 ゆうぽうと簡易保険ホール                                     |
| 1994年 | Twelve Deadly Cyns Tour                                                            | 13公演 1994.12.02 磐田市文化会館 1994.12.04 松本市文化会館 1994.12.05 名古屋センチュリーホール 1994.12.07 石川厚生年金会館 1994.12.08 新潟県民会館 1994.12.10 恵比寿ザ・ガーデン・ホール 1994.12.11 仙台サンプラザ 1994.12.12 北海道厚生年金会館 1994.12.15 渋谷公会堂 1994.12.16 NHKホール 1994.12.17 神戸国際会館 1994.12.19 メルパルクホール広島 1994.12.20 福岡市民会館 |
| 1995年 | Twelve Deadly Cyns Tour                                                            | 13公演 1995.11.26 月寒グリーンドーム 1995.11.28 仙台サンプラザ 1995.11.29 群馬県民会館 1995.12.01 横浜文化体育館 1995.12.02, 03 日本武道館 1995.12.05 大阪城ホール 1995.12.06 名古屋クラブクアトロ 1995.12.07 名古屋レインボーホール 1995.12.08 広島厚生年金会館 1995.12.09 心斎橋クラブクアトロ 1995.12.11福岡国際センター 1995.12.13 渋谷公会堂                           |
| 1996年 | Sisters of Avalon Tour                                                             | 12公演 1996.11.25 渋谷クラブクアトロ 1996.11.26 秋田県民会館 1996.11.28 月寒グリーンドーム 1996.11.30 パシフィコ横浜 1996.12.02, 03 日本武道館 1996.12.05 川口リリアメインホール 1996.12.06 名古屋レインボーホール 1996.12.08 神戸国際会館ハーバーランドプラザ 1996.12.09 大阪城ホール 1996.12.11 福岡国際センター 1996.12.12 岡山市民会館                                  |
| 2004年 | The At Last Tour                                                                   | 8公演 2004.06.13 東京厚生年金会館 2004.06.14 北海道厚生年金会館 2004.06.17, 21 渋谷公会堂 2004.06.18 大阪厚生年金会館 2004.06.20 名古屋市公会堂 2004.06.23 広島アステールプラザ 2004.06.24 福岡市民会館 |
| 2007年 | SUMMERSONIC 07                                                                     | 2公演 2007.08.11 舞洲サマーソニック大阪特設会場 2007.08.12 幕張メッセ |
| 2007年 | Japan Tour 2007                                                                    | 2公演 2007.08.14 SHIBUYA-AX 2007.08.15 名古屋ダイアモンドホール |
| 2008年 | Japan Tour 2008                                                                    | 4公演 2008.09.23 グランキューブ大阪 2008.09.24 日本武道館 2008.09.25 愛知県芸術劇場 2008.09.27 恵比寿ガーデンホール |
| 2011年 | MEMPHIS BLUES Japan Tour 2011                                                      | 6公演 2011.03.15 中京大学文化市民会館 2011.03.16 - 18 オーチャードホール 2011.03.21, 22 NHK大阪ホール |
| 2012年 | Japan Tour 2012                                                                    | 6公演 2012.03.07 新潟県民会館 2012.03.09 - 11 オーチャードホール 2012.03.13 グランキューブ大阪 2012.03.15 愛知県芸術劇場 |
| 2013年 | SUMMER SONIC 2013                                                                  | 2公演 2013.08.10 舞洲サマーソニック大阪特設会場 2013.08.11 幕張メッセ |
| 2015年 | シンディ・ローパー ～30周年アニヴァーサリー・セレブレーション ジャパン・ツアー2015 | 6公演 2015.01.11 フェスティバルホール 2015.01.12 本多の森ホール 2015.01.15 センチュリーホール 2015.01.16 福岡サンパレス 2015.01.18 仙台サンプラザ 2015.01.20 日本武道館 |
| 2019年 | デビュー35周年 Anniversary Tour                                                    | 8公演 2019.10.08 仙台サンプラザ 2019.10.10, 11, 25 オーチャードホール 2019.10.15 名古屋市公会堂 2019.10.18 本多の森ホール 2019.10.21 上野学園ホール 2019.10.23 グランキューブ大阪 |
| 2025年 | シンディ・ローパー・フェアウェルJAPANツアー                                        | 4公演 2025.04.19 Asueアリーナ大阪 2025.04.22, 23, 25 日本武道館 |